# Charles Townsend (hockey sur glace)
Pour les articles homonymes, voir Charles Townsend.
Charles Townsend (né le 19 avril 1987 à Pennington, État du New Jersey) est un joueur professionnel américain de hockey sur glace. Il évolue au poste d'attaquant.

## Carrière en club
Après avoir évolué dans le Connecticut avec la Taft School, il est recruté par Middlebury College dans le championnat NCAA de division III. Il est assistant-capitaine des Panthers lors de sa quatrième saison universitaire. L'équipe remporte le championnat NESCAC 2010, Townsend inscrivant le but de la victoire face à Bowdoin College. Durant le mois d'août 2010, il participe à des matchs amicaux en Europe avec l'université Edge composée de joueurs nord-américains recherchant un club. Il est alors mis à l'essai par les Diables Rouges de Briançon. Il passe professionnel avec cette équipe tout comme son compatriote Gregory Alberti qui faisait également partie de cette sélection de joueurs. L'équipe s'incline en finale de la Coupe de la Ligue 2011 contre les Brûleurs de Loups de Grenoble.

## Trophées et honneurs personnels
NESCAC
- 2010 : nommé dans la sélection hivernale des athlètes ayant démontré le plus de sportivité.

## Statistiques
| Saison    | Équipe                     | Ligue    |    | Saison régulière | Saison régulière | Saison régulière | Saison régulière | Saison régulière |   | Séries éliminatoires | Séries éliminatoires | Séries éliminatoires | Séries éliminatoires | Séries éliminatoires |
| Saison    | Équipe                     | Ligue    | PJ | B                | A                | Pts              | Pun              | PJ               | B | A                    | Pts                  | Pun                  |                      |                      |
| 2005-2006 | Taft School                | USHS     |    |                  |                  |                  |                  |                  |   |                      |                      |                      |                      |                      |
| 2006-2007 | Panthers de Middlebury     | NCAA III | 14 | 4                | 2                | 6                | 6                |                  |   |                      |                      |                      |                      |                      |
| 2007-2008 | Panthers de Middlebury     | NCAA III | 21 | 7                | 6                | 13               | 16               |                  |   |                      |                      |                      |                      |                      |
| 2008-2009 | Panthers de Middlebury     | NCAA III | 20 | 4                | 5                | 9                | 10               |                  |   |                      |                      |                      |                      |                      |
| 2009-2010 | Panthers de Middlebury     | NCAA III | 28 | 12               | 9                | 21               | 18               |                  |   |                      |                      |                      |                      |                      |
| 2010-2011 | Diables rouges de Briançon | LM       | 25 | 9                | 8                | 17               | 51               | 4                | 0 | 1                    | 1                    | 10                   |                      |                      |
| 2010-2011 | Diables rouges de Briançon | CdlL     | 6  | 3                | 1                | 4                | 0                | 5                | 3 | 1                    | 4                    | 4                    |                      |                      |
| 2011-2012 | Gems de Dayton             | LCH      | 37 | 7                | 7                | 14               | 30               | -                | - | -                    | -                    | -                    |                      |                      |
| 2012-2013 | Blaze de Bloomington       | LCH      | 10 | 0                | 3                | 3                | 4                | -                | - | -                    | -                    | -                    |                      |                      |